# Руссов, Фёдор Карлович
Фёдор Карлович Руссов (1828—1906) — русский этнограф и искусствовед, статский советник.
В 1851 году окончил историко-филологический факультет Петербургского университета.
Служил чиновником в Ревеле.
Руссов рано заинтересовался эстонской культурой и собирал эстонские народные песни, некоторые из которых были опубликованы в трёхтомнике Александра Генриха Нейса «Ehstnische Volkslieder. Urtitl und Übersetzung» (1850—1852). В период с 1854 по 1857 год он издал 12 выпусков периодического издания Tallinna koddaniko ramat omma söbbradele male («Книга таллинского гражданина для своих друзей в деревне»), в котором публиковал новости о Крымской войне.
В 1860 году вместе с Вильгельмом Грейффенхагеном он основал в Таллине «Revalsche Zeitung», немецкоязычную газету, которая, однако, активно отстаивала интересы эстонского населения. До 1940 года издание оставалось одной из ключевых газет немецко-балтийского меньшинства в Эстонии.
Политическая активность Руссова проявилась в его обращении к российскому министру внутренних дел, где он осудил жестокое обращение с эстонскими крестьянами при подавлении крестьянского восстания в Махтра в 1858 году. Будучи ответственным за переводы на эстонский язык в губернской администрации, он имел доступ к обширным материалам. Также он предоставил информацию писателю Эдуарду Вильде, который сделал Руссова одним из прототипов героя своего романа Kui Anija mehed Tallinnas käisid («Ходоки из Ания»).
В 1863 году переехал в Петербург.
Руссов принадлежал к так называемым «петербургским патриотам» — группе эстонцев, действовавших в столице Российской империи и выступавших за большую национальную самостоятельность своей родины. В эту группу входили, в частности, художник Йохан Кёлер и Филипп Карелль, один из личных врачей царей Николая I и Александра II. С Йоханом Кёлером он одно время жил под одной крышей и брал у него уроки живописи. Руссов известен прежде всего своими городскими видами. Кроме того, он делал книжные иллюстрации.
С 1865 года, после смерти Л. Ф. Радлова — хранитель, с 1874 года — учёный хранитель Этнографического музея Петербургской АН.
Много сделал для пополнения и систематизации его коллекций.
Составил «Путеводитель по Музею Императорской Академии наук по антропологии и этнографии» (1891).
Был автором концепции и создателем первой экспозиции Музея антропологии и этнографии.
Восстановил подлинный состав сохранившейся части так называемой Куковской коллекции, а также определил назначения и культурно-географическую принадлежность её экспонатов. В начале 1890-х годов обнаружил девять гравюр Куковской коллекции Петербургской Кунсткамеры и провёл первое аналитическое исследование её этнографических материалов.
С 1 февраля 1886 по 30 марта 1900 года также был хранителем Кабинета гравюр и рисунков Императорского Эрмитажа.

По мнению Е.Л. Петри, Руссову были свойственны:

широкие интересы и большая начитанность при огромной памяти, которые делали его энциклопедически образованным человеком. Сверх того, Руссов был художник — он писал стихи, рисовал и писал красками. Он был интересным и остроумным собеседником. Все это в связи с редкою скоромностью, веселым, мягким характером, добротою и отзывчивостью привлекало к нему много друзей.
— Петри, 1911